# Maurice Boigey
Maurice Boigey, né le 30 mars 1877 à Mourmelon (Marne), mort le 22 novembre 1952, est un médecin militaire français qui a consacré une partie de son activité et de son œuvre au domaine sportif.

## Biographie
Maurice Boigey né dans la Marne en 1877 fait de brillantes études chez les Jésuites à Bordeaux. Il entame des études de médecine à Nancy qu'il poursuit en 1897 à l'Ecole du service de santé militaire de Lyon. Interne et chargé de travaux pratiques d'histologie à la faculté de médecine il soutient sa thèse et obtient le doctorat dans cette ville en 1900.

## Carrière et recherches
Nommé dans l’infanterie il participe à la campagne du Maroc puis il est promu  chef de clinique d’hôpital militaire pendant la Grande guerre. Docteur ès sciences il enseigne la physiologie à l'université de Lyon où il assiste le professeur Lacassagne, criminologue de renom. Nommé médecin-chef de l'École de gymnastique de Joinville  en 1918 il succède à Georges Demeny à la tête du Laboratoire de physiologie appliquée à l’exercice physique. En 1920 il est à l'origine de la Société médicale d'éducation physique et de sport (SMEPS) dont il est le premier vice-président. Deux ans plus tard il est nommé médecin-major de 1re classe. Pendant son séjour à Joinville il publie 6 ouvrages dont certains sont réédités sans discontinuer pendant 30 ans.
Hébertiste convaincu il contribue à la mise en œuvre de la méthode nationale sous le gouvernement de Vichy et signe en 1942 un manuel d’entraînement qui prend en compte les derniers travaux internationaux en biochimie musculaire. Sans équivalent à l'époque, cet ouvrage le place alors comme théoricien majeur de l’activité physique. Il termine sa carrière comme médecin-chef de ville de cure, à Vittel.

## Publications
- Ateliers de travaux publics, détenus militaires, préface du professeur Lacassagne, Maloine, Paris, 1910 ;
- L'élevage humain, Paris, 1917 ; Disponible en texte intégral sur LillOnum
- Les confidences d'un tréponème pâle, 1918 ;
- Préceptes et maximes d'éducation physique, 1920 ;
- L'éducation physique féminine Félix Alcan 1925 ; Disponible en texte intégral sur LillOnum.
- Influence de l'exercice sur le métabolisme. Méthode générale de représentation graphique des échanges respiratoires, 1926 ;
- Sueur et nutrition, 1930 ;
- La cure d'exercice aux différents âges de la vie et pour les deux sexes, 1934 ;
- Cancer et exercice, 1935 ;
- Exercice et cholestérine, 1935 ;
- Lésions et traumatismes sportifs (à l'usage des médecins, des entraîneurs, des secouristes, des professeurs d'éducation physique et des sportifs), 1938 ;
- Manuel scientifique d'éducation physique, 255 figures dans le texte, 1939 ; Disponible en texte intégral sur LillOnum.
- Hydrothérapie et massage, 1941 ;
- L'Entraînement, bases physiologiques, technique, résultats, 1948 ; Disponible en texte intégral sur LillOnum
- Manuel de massage, 1950.

## Notoriété
Son ouvrage Manuel scientifique d'éducation physique, est couronné par l'Académie de médecine (prix Vernois).